# Elasztikus rostok
Az elasztikus rostok (vagy sárga rostok) az extracelluláris mátrix alapvető összetevői, amelyek fehérjekötegekből (elasztin) állnak, amelyeket számos különböző sejttípus termel, beleértve a fibroblasztokat, az endothel-, a simaizom- és a légúti epiteliális sejteket. Ezek a szálak hosszuk többszörösére képesek megnyúlni, és energiaveszteség nélkül ellazulva visszapattannak eredeti hosszukra. Az elasztikus rostok közé tartozik az elasztin, az elaunin és az oxitalan.
Az elasztikus rostok elasztogenezis révén jönnek létre, egy rendkívül összetett folyamat, amelyben számos kulcsfontosságú fehérje vesz részt, köztük a fibulin-4, a fibulin-5, a látens transzformáló növekedési faktor β-kötő fehérje 4 és a mikrofibrillákkal asszociált fehérje 4. Ebben a folyamatban a tropoelasztint, az elasztikus rostok oldható monomer prekurzorát elasztogén sejtek állítják elő, és a sejtfelszínhez kötődnek. A sejtből való kiválasztódást követően a tropoelasztin koacervációval ~200 nm-es részecskékké asszociál. Ez egy entrópikusan vezérelt folyamat, amely magában foglalja a tropoelasztin hidrofób doménjei közötti kölcsönhatásokat, amelyet glikozaminoglikánok, heparán és más molekulák közvetítenek. Ezek a részecskék azután összeolvadnak, és 1-2 mikronos gömbökké képződnek, amelyek tovább nőnek, miközben lefelé haladnak a sejtfelszínről, mielőtt fibrillin mikrofibrilláris vázra rakódnak le.